# Murakami (Mondkrater)
Murakami ist ein Einschlagkrater im südwestlichen Quadranten auf der Rückseite des Mondes und kann deshalb von der Erde aus nicht direkt beobachtet werden. Er liegt südsüdöstlich des Kraters Mariotte. Südöstlich von Murakami und nordöstlich von Mariotte liegt der kleine Krater Das.
Der annähernd kreisrunde, schüsselförmige Krater überlappt teilweise den westlichen Rand des Satellitenkraters Mariotte Z. Der Kraterrand weist einige Erosionsspuren auf, darunter kleinere Krater, die den Grat im Süden und Nordosten überdecken. Ein heller Fleck aus Material mit hoher Albedo liegt genau westlich von Murakami.
Ehe Murakami 1991 durch die IAU einen eigenen Namen zugewiesen bekam, wurde er als „Mariotte Y“ bezeichnet.